# Cyrima
Cyrima là một chi bướm đêm thuộc họ Noctuidae.